# 吉德拉尔国家公园
吉德拉尔国家公园（英語：Chitral National Park）是巴基斯坦的国家公园之一，位于巴基斯坦开伯尔－普赫图赫瓦省的锡林郭勒山谷和吉德拉尔区卡菲尔卡拉什旁边的吉德拉尔河附近。与吉德拉尔有两小时车程。该公园同时也被叫做“吉德拉尔高尔国家公园”。“高尔”在当地语言中代表“山谷”。吉德拉尔国家公园还拥有在世界上数量最多的阿斯特捻角山羊。

## 物种
| 针叶树和开花植物 - 雪松 | 鸟类 - 秃鹰 - 蓑羽鹤 - 金鹰 - 喜马拉雅兀鹫 - 喜马拉雅虹雉 - 喜马拉雅高山雪鸡 - 石鸡 - 雪鹧 - 游隼 | 哺乳动物 - 喜马拉雅黑熊 - 阿斯特捻角山羊 - 红狐 - 西伯利亚北山羊 - 雪豹 - 西藏狼 - 黄喉貂 |